# سن بو (كاتب)
سن بو هو كاتب كندي، ولد في القرن العشرين.
1. ↑  百度百科 (بالصينية), QID:Q803722{{استشهاد}}:  صيانة الاستشهاد: لغة غير مدعومة (link)